# Yunus
Yûnus (arabiska: يونس) är en profet inom islam, omnämnd i Koranen, främst i Sura Yûnus som är uppkallad efter honom. I Bibeln är han känd som Jona.